# أليكس كورتزمان
أليكس كورتزمان (بالإنجليزية: Alex Kurtzman)‏ مواليد 1973 في لوس أنجلوس، هو كاتب سيناريو، مخرج ومنتج أمريكي.

## أعماله

### أفلام
- لعبة إندر
- الآن أنت تراني
- الرجل العنكبوت المذهل 2
- ستار تريك إلى الظلام
- عرض الزواج
- المتحولون: ثأر الهاوي
- ستار تريك
- المراقبون
- المتحولون
- مهمة مستحيلة 3
- إيجل آي
- الجزيرة
- المومياء

### مسلسلات
- ترانسفورمرز: برايم
- فرينج
- إيلياس
- زينا: الأميرة المحاربة
- الرحلات الأسطورية

## وصلات خارجية
- أليكس كورتزمان على موقع IMDb (الإنجليزية)
- أليكس كورتزمان على موقع روتن توميتوز (الإنجليزية)
- أليكس كورتزمان على موقع ألو سيني (الفرنسية)
- أليكس كورتزمان على موقع أول موفي (الإنجليزية)
- أليكس كورتزمان على موقع بوكس أوفيس موجو (الإنجليزية)
- أليكس كورتزمان على موقع قاعدة بيانات الأفلام السويدية (السويدية)
- أليكس كورتزمان على موقع قاعدة بيانات الفيلم (الإنجليزية)
- أليكس كورتزمان على موقع كينوبويسك (الروسية)